# 阿部俊則
阿部 俊則（あべ としのり、1951年10月27日 - ）は、日本の実業家。積水ハウス代表取締役社長、代表取締役会長を経て、同社特別顧問。

## 人物・経歴
宮城県登米郡東和町（現登米市）出身。宮城県佐沼高等学校、東北学院大学文学部史学科卒業後、1975年積水ハウス入社。2004年執行役員東北営業本部長。2005年常務執行役員東京営業本部長。2006年取締役常務執行役員首都圏本部長兼東京営業本部長。2007年取締役専務執行役員経営企画部長。
2008年積水ハウス代表取締役社長兼COOに昇格。2018年地面師による詐欺で巨額の損失を被った責任として、取締役会で解任しようと動議を出した和田勇代表取締役会長に対し、逆に解任動議により辞任に追い込み、後任の代表取締役会長に就任。同年住宅生産団体連合会会長。2021年3月に退任、特別顧問に就任。